# مشخصه جریان-ولتاژ

مشخصه جریان-ولتاژ چهار وسیله

یک مشخصه جریان-ولتاژ یا منحنی I-V (منحنی جریان-ولتاژ) رابطه‌ای است، نوعاً به شکل نمودار، میان جریان الکتریکی یک مدار، یا ماده، و ولتاژ یا اختلاف پتانسیل متناظر آن.

## در الکترونیک
در الکترونیک، ارتباط میان جریان دی‌سی گذرنده از دستگاه و ولتاژ دی‌سی پایانه‌های آن مشخصه جریان-ولتاژ دستگاه نامیده می‌شود. مهندسان الکترونیک از این نمودارها برای یافتن پارامترهای پایه‌ای دستگاه و مدل کردن آن در یک مدار استفاده می‌کنند.
نوع عمومی دیگر مشخصه جریان-ولتاژ، به گونه‌ای است که وابستگی جریان عبوری از یک پایانه را با با بیش از یک اختلاف پتانسیل نمایش می‌دهد. دستگاه‌های الکترونیک همچون لاپم خلاء و ترانزیستور با این مشخصه وصف می‌شوند.
ساده‌ترین مشخصات IV شامل یک مقاومت می‌شود، که با توجه به قانون اُهم رابطه خطی میان ولتاژ اعمال شده و جریان گذرنده وجود دارد. هرچند، در این مورد فاکتورهای محیطی همچون دما یا خصوصیات ماده سازنده مقاومت می‌تواند منحنی غیرخطی بسازد.
ترنس‌کندوکتانس و ولتاژ ارلی ترانزیستور نمونه پارامترهایی هستند که از روی نمودار I-V به دست می‌آیند. 

## سلول‌های خورشیدی
سلول‌های خورشیدی دستگاه‌های الکترونیکی هستند که از پیوند P-N برای تبدیل مستقیم نور خورشید به توان الکتریکی استفاده می‌کنند. پیوند P-N در سلول خورشیدی رابطه پیچیده‌ای میان ولتاژ و جریان دارد. از آنجایی که ولتاژ و جریان هردو تابع نور تابیده شده به سلول دارند، رابطه میان تابش (نور خورشید)  توان خروجی پیچیده‌تر از پیوند P-N دیود می‌شود. مشخصه I-V در سلول‌های خورشیدی می‌توانند خصوصیات بسیاری را آشکار سازند همین‌طور بیش از روش‌های اندازه‌گیری مرسوم.